# Martin Kobras
Martin Kobras (Bregenz, 19 giugno 1986) è un calciatore austriaco, portiere del Rotenberg.

## Palmarès

### Club

#### Competizioni nazionali
- Erste Liga: 1

Altach: 2013-2014